# حزمة اللمس
حزمة اللمس (Tacpac) هي عملية متعددة الحواس استحدثت في عام 1995 والتي يمكن أن تستخدم لتعزيز التواصل والحركة من خلال اللمس والموسيقى. صممت في الأصل كعملية للأطفال الصغار الذين يعانون من إعاقة حسية (مثل العمى), وتأخر في النمو وقد وجد الباحثون أن الآباء والممارسين يمكن أن يستخدموا تلك الطريقة لتناسب مجموعة واسعة من الأعمار من سن المراهقة والمرحلة العمرية المتوسطة وحتى في رعاية المسنين.
وتستند عملية حزمة اللمس على فكرة اللعب عن طريق اللمس وذلك باستخدام الجلد الذي يعد أكبر عضو حسي في الجسم كوسيلة رئيسية للاتصال به. من خلال تغيير نوع اللمس (عادي / غير عادي ومستمر / متقطع وذو قوام ودافئ / بارد إلخ)، يقدم المساعد مجموعة من المحفزات التي تزيد من مستويات المتلقي للوعي والإثارة وتعزيز الاستجابات. يرافق كل لمسة من التحفيز قطعة موسيقية قصيرة مؤلفة خصيصًا ومصممة لتتناسب مع المزاج وتعزز الخبرة.
من خلال تكرار الأنشطة في حزمة اللمس، يتعلم المتلقي ليظهر الاستجابات التي يمكن أن تفهم على أنها على - سبيل المثال - يحب ويكره ويريد ويرفض ومعروف وغير معروف ويبدأ التحرك استجابة للمحفزات ويشارك في الأنشطة، ويرتبط مع المساعد. يمكن لهذه الاستجابات البدائية التي تشكل تواصلًا مقصودًا أوليًا وعاطفيًا بأن تكون خطوات حاسمة نحو التواصل المقصود بشكل أكثر وضوحًا وحتى اكتساب اللغة.
وقد كتب أحد الباحثين قائلاً: "إنها واحدة من أكثر الطرق فعالية لإقامة تواصل مع الأطفال الصم المكفوفين ومن ثم تشجيع استجابة التواصل لديهم هو تبادل الأنشطة مع مستويات عالية من الاتصال الجسدي والأحاسيس الممتعة. وذلك يشمل [...] حزمة اللمس حيث ترتبط الموسيقى المسجلة بمجموعة من الأحاسيس الملموسة."
يزداد عدد المشاريع البحثية حول حزمة اللمس  . وقد لاقت الدعم من المعهد الوطني الملكي للمكفوفين (RNIB) والحس، وله أتباع متزايدون بين شبكات متعددي الإعاقة الحسية.
تواصل هيلاري وينير، وهي واحدة من المبدعين في طريقة حزمة اللمس، تطوير التطبيقات والعمليات الجديدة حول تلك العملية. ويشمل ذلك، على سبيل المثال لا الحصر،: التواصل من وإلى فضلاً عن رفع الروح المعنوية للطفل والأبوين على حد سواء.

## وصلات خارجية
- http://www.tacpac.co.uk